# بحيرة قورى كول
بحيرة قورى كول هي بحيرة تقع على مسافة 45 كم من مدينة تبريز بإيران على طريق طهران-تبريز، وتبلغ مساحتها 240 هكتار، وقد تم تسجيل هذه البحيرة في سجل المحميات الدولية نظراً لمميزاتها البيئية بالنسبة للحياة البرية. ونظراً لأن البحيرة قريبة من المدن الرئيسية فإنها تمثل مكاناً مثالياً للسياح القادمين من أجل الاستجمام والاستمتاع بالمناظر.